# Charles Hicks
Pour les articles homonymes, voir Hicks.
Charles Hicks (né le 25 juillet 2001 à Londres) est un athlète britannique spécialiste des courses de fond.

## Biographie
En 2021, il remporte la médaille d'or en individuel et la médaille d'argent par équipes lors des championnats d'Europe de cross-country dans la catégorie espoirs. L'année suivante, aux championnats d'Europe de cross-country 2022, toujours en catégorie espoir, il conserve son titre individuel et s'adjuge par ailleurs la médaille d'or par équipes.
En 2023, il est sacré champion d'Europe espoir du 5 000 m à Espoo.

## Palmarès
| Date | Compétition                   | Lieu  | Résultat | Épreuve | Temps          |
| ---- | ----------------------------- | ----- | -------- | ------- | -------------- |
| 2023 | Championnats d'Europe espoirs | Espoo | 1er      | 5 000 m | 13 min 35 s 07 |